# Presidio, Texas
Presidio là một thành phố thuộc quận Presidio, tiểu bang Texas, Hoa Kỳ. Năm 2010, dân số của xã này là 4426 người.

## Dân số
- Dân số năm 2000: 4167 người.
- Dân số năm 2010: 4426 người.